# Автомагістраль AP-6 (Іспанія)
Автомагістраль AP-6 (також називається Autopista del Noroeste або Carretera de La Coruña (національна дорога Мадрид-Ла-Корунья або N-VI) є частиною іспанської A-6 Autopista del Noroeste, що починається в Мадрид-Лас-Розас і закінчується в Аданеро. Усе це безкоштовна дорога або автострада. Лас-Росас-Колльядо-Вільяльба є іспанським безкоштовним маршрутом автострад "Автовіа", який починається в Кольядо-Вільяльба і закінчується в Аданеро (Авіла). Мадрид-Лас-Розас, Аданеро-Артейхо (провінція Ла-Корунья) на тому ж маршруті є іспанською "автовіа", а не безкоштовною автострадою чи двосмуговою дорогою. "Автовіа" знаходиться посередині між обома типами доріг, але зхрещена завжди мостами, як на платних автострадах.
Перші кілометри вільної автомагістралі між Лас-Росасом і Кольядо-Віллальбою були першими кілометрами автостради в Іспанії з 1967 року.
Автомагістраль AP-6 є платною (від Кольядо-Вільяльба км 40 до Аданеро км 109 від Мадрида) має загальну довжину 70 км платної автомагістралі та Північно-західна автострада, 92 км, з автострадою Лас Розас-Віллалба.